# Turdinus macrodactylus
Turdinus macrodactylus é uma espécie de ave da família Pellorneidae.
Pode ser encontrada nos seguintes países: Indonésia, Malásia, Singapura e Tailândia.
Os seus habitats naturais são: florestas subtropicais ou tropicais húmidas de baixa altitude.
Está ameaçada por perda de habitat.